# Jihomoravský krajský přebor 1974/1975
V soubojích 15. ročníku Jihomoravského krajského přeboru 1974/75 (jedna ze skupin 5. fotbalové ligy) se utkalo 16 týmů každý s každým dvoukolovým systémem podzim–jaro. Tento ročník začal v srpnu 1974 a skončil v červnu 1975.

## Nové týmy v sezoně 1974/75
- Z Divize D 1973/74 sestoupilo do Jihomoravského krajského přeboru mužstvo TJ Jiskra Kyjov.
- Ze skupin I. A třídy Jihomoravského kraje 1973/74 postoupila mužstva TJ BOPO Třebíč (vítěz skupiny A),[1] TJ Sokol Kostice (vítěz skupiny B) a TJ VS Slavičín (vítěz skupiny C).[2]

## Konečná tabulka
Zdroj: 
| Poř. | Tým                    | Z  | V  | R  | P  | VG | OG | B  |
| ---- | ---------------------- | -- | -- | -- | -- | -- | -- | -- |
| 1.   | TJ Fatra Napajedla     | 30 | 18 | 5  | 7  | 53 | 27 | 41 |
| 2.   | TJ Jiskra Kyjov (S)    | 30 | 15 | 6  | 9  | 51 | 30 | 36 |
| 3.   | TJ VS Slavičín (N)     | 30 | 12 | 10 | 8  | 47 | 42 | 34 |
| 4.   | TJ Tatran PKZ Poštorná | 30 | 14 | 5  | 11 | 50 | 39 | 33 |
| 5.   | TJ Baník Dubňany       | 30 | 14 | 4  | 12 | 45 | 33 | 32 |
| 6.   | TJ Sokol Kostice (N)   | 30 | 11 | 10 | 9  | 35 | 37 | 32 |
| 7.   | TJ RH Znojmo           | 30 | 11 | 9  | 10 | 44 | 34 | 31 |
| 8.   | TJ Jiskra Staré Město  | 30 | 12 | 7  | 11 | 52 | 51 | 31 |
| 9.   | TJ Dolní Němčí         | 30 | 11 | 8  | 11 | 43 | 41 | 30 |
| 10.  | TJ Gottwaldov „B“      | 30 | 13 | 4  | 13 | 35 | 38 | 30 |
| 11.  | TJ Baník Ratíškovice   | 30 | 11 | 8  | 11 | 39 | 43 | 30 |
| 12.  | TJ BOPO Třebíč (N)     | 30 | 11 | 8  | 11 | 30 | 39 | 30 |
| 13.  | TJ OP Prostějov        | 30 | 10 | 9  | 11 | 37 | 37 | 29 |
| 14.  | TJ Spartak ČKD Blansko | 30 | 10 | 7  | 13 | 28 | 37 | 27 |
| 15.  | TJ Spartak Jihlava     | 30 | 5  | 9  | 16 | 29 | 59 | 19 |
| 16.  | VTJ VAAZ Brno          | 30 | 3  | 9  | 18 | 31 | 63 | 15 |

Poznámky:
- Z = Odehrané zápasy; V = Vítězství; R = Remízy; P = Prohry; VG = Vstřelené góly; OG = Obdržené góly; B = Body; (S) = Mužstvo sestoupivší z vyšší soutěže; (N) = Mužstvo postoupivší z nižší soutěže (nováček)

|  | Postup do Divize D 1975/76                               |
|  | Sestup do skupin I. A třídy Jihomoravského kraje 1975/76 |